# Alfred East

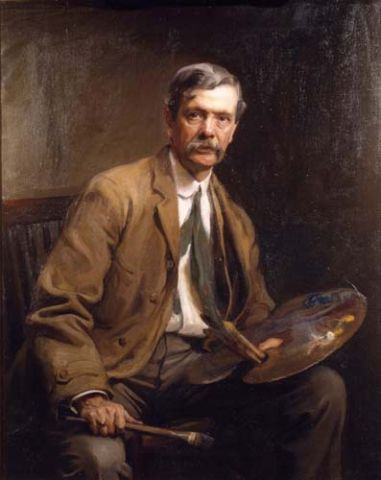
Philip Alexius de László: Sir Alfred East, Öl auf Leinwand, 1907

Sir Alfred East (* 15. Dezember 1849 in Kettering, Northamptonshire; † 28. September 1913 in London) war ein britischer Maler.

## Leben
Alfred East studierte an der Glasgow School of Art und darauf ging er nach Frankreich um sich bei Tony Robert-Fleury und William Adolphe Bouguereau an der renommierten École des Beaux-Arts weiterzubilden. Seine romantischen Landschaften zeigen einen Einfluss der Schule von Barbizon. 
Im Jahre 1906 wurde Alfred East zum Präsidenten der Royal Academy of Arts gewählt. Vier Jahre später wurde er am 7. Juli 1910 von König Eduard VII. zum Knight Bachelor geschlagen.